# Povodí Studené Vltavy
Povodí Studené Vltavy je povodí řeky 3. řádu a je součástí povodí Vltavy. Tvoří je oblast, ze které do řeky Studené Vltavy přitéká voda buď přímo, nebo prostřednictvím jejích přítoků. Jeho hranici tvoří rozvodí se sousedními povodími. Na severu je to povodí Otavy, na východě povodí Malše a jejích levostranných přítoků. Nejvyšším bodem povodí je Plechý s nadmořskou výškou 1378 metrů. Rozloha povodí je 121,6 kilometrů čtverečních, zčásti na území Česka a zčásti na území Německa.

## Správa povodí
Na území Česka se správou povodí zabývá státní podnik Povodí Vltavy.

## Dílčí povodí
| Povodí                | Rozloha km² | Nejvyšší bod                    | Nadm. výška m | Odtékající řeka | Průtok v ústí m³/s |
| --------------------- | ----------- | ------------------------------- | ------------- | --------------- | ------------------ |
| Povodí Studené Vltavy | 121,6       | poblíž obce Haidmühle (Německo) |               | Studená Vltava  | 2,04               |
| Povodí Světlé         | 21,9        | severovýchodní svah Trojmezné   | 1302,0        | Světlá          | 0,44               |
| Povodí Hučiny         | 13,6        | cca 1 km SV od vrchu V Pařezí   | 1302,0        | Hučina          |                    |